# 桃源区

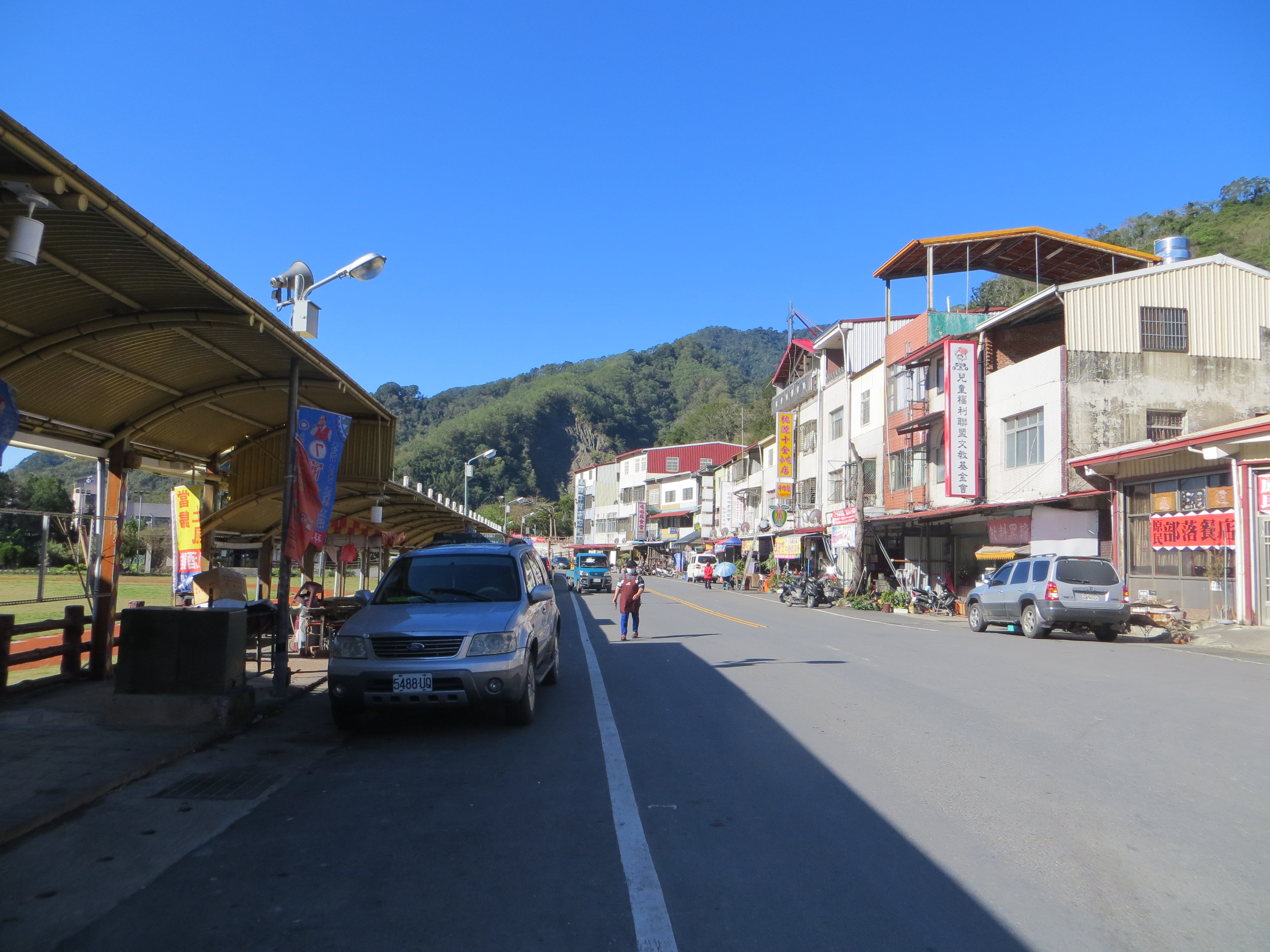
中心市街地の桃源里を通る台20線

桃源区（タオユエン/とうげん-く）は、高雄市の市轄区。

## 地理
桃源区は高雄市北東部に位置し、北は南投県信義郷と、東は台東県海端郷、花蓮県卓渓郷と、西は那瑪夏区、甲仙区、六亀区、嘉義県阿里山郷と、南は茂林区とそれぞれ接し、市内最大面積、全国で第6位の面積を有する地方行政区域である。玉山山脈南麓に位置するため全域が山岳地帯で構成されており、平地は極めて少ない。その反面、玉山国家公園および茂林国家風景区を有しており、観光資源には恵まれている。区内は荖濃渓が貫き、高屏地区の重要な水源となっている。住民は原住民であるブヌン族が多く、ツォウ族およびルカイ族が一部存在している。

## 歴史
桃源は古くは原住民語で「カルブガ」と称されていた。日本統治時代にはこの地区の最大部落である「ガニ（雁爾）社」に由来して「ガニ」と称され、高雄州旗山郡六亀分室の管轄となった。台湾の中華民国への編入は高雄県ガニ郷に改編され、1956年10月に「桃源郷」と改称、2010年12月25日に高雄県が高雄市に編入されたことに伴って「桃源区」となり、現在に至る。

## 行政区
| 里                                                               |
| ---------------------------------------------------------------- |
| 梅山里、拉芙蘭里、復興里、勤和里、桃源里、高中里、宝山里、建山里 |

| 桃源区行政区画                                                       |
| 梅 山 里 拉 芙 蘭 里 復 興 里 勤和里 桃 源 里 高中里 宝 山 里 建山里 |

## 歴代区長
| 代 | 氏名 | 退任日 |
| -- | ---- | ------ |

## 教育

### 国民中学
- 高雄市立桃源国民中学

### 国民小学
- 高雄市桃源区建山国民小学
- 高雄市桃源区樟山国民小学
- 高雄市桃源区宝山国民小学
- 高雄市桃源区興中国民小学

## 交通
| 種別 | 路線名称 | その他   |
| ---- | -------- | -------- |
| 省道 | 台20線   | 南横公路 |

## 観光

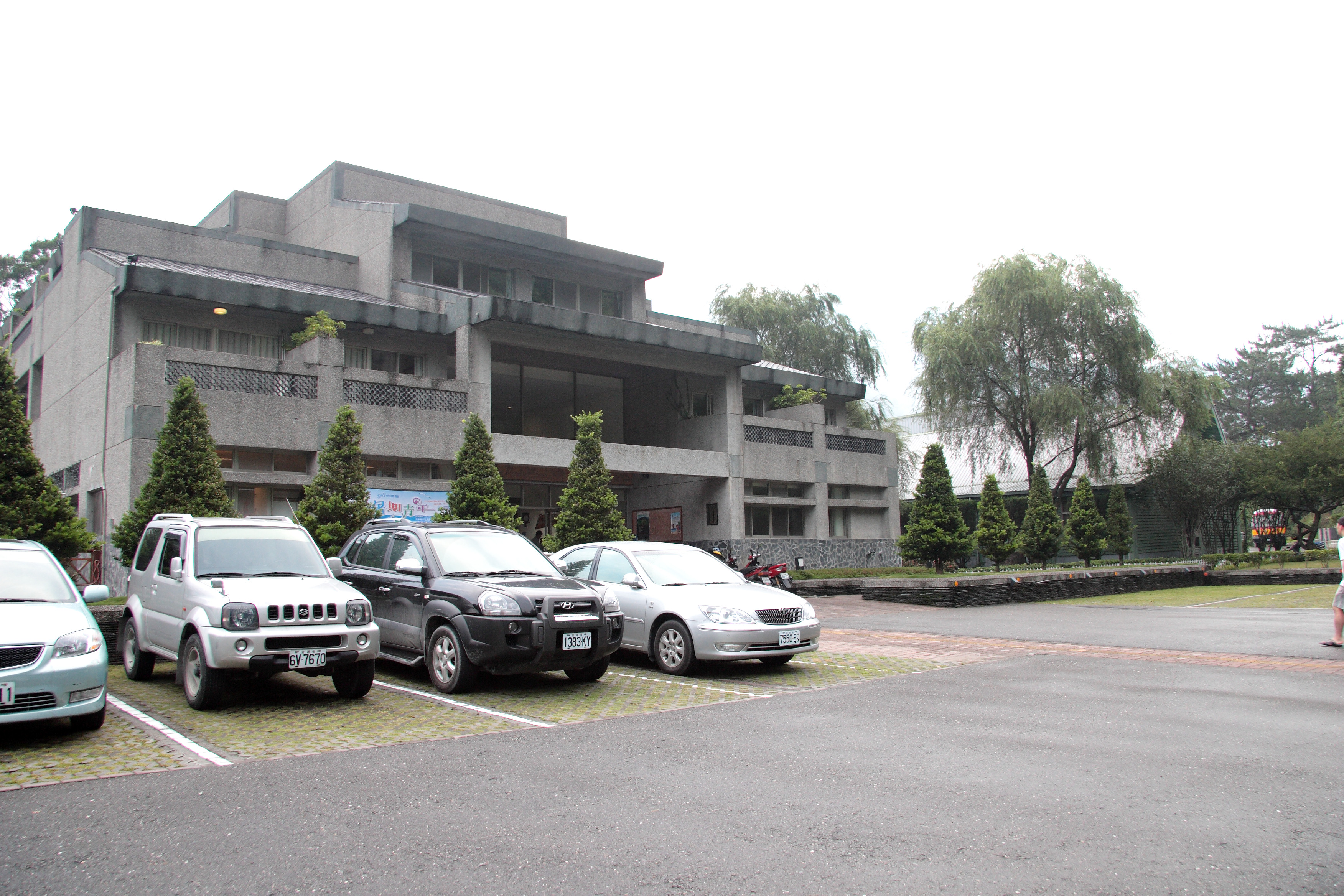
梅山山荘

- 玉山国家公園
- 茂林国家風景区
- 関山嶺山
- 少年渓風景区
- 南横天池（中国語版）
- 庫哈諾辛山
- 高中連鎖瀑布
- 宝来温泉
- 石洞温泉（中国語版）
- 梅山温泉（中国語版）
- 藤枝国家森林遊楽区（中国語版）